# Vlindercluster
De Vlindercluster (Messier 6 / NGC 6405) is een open sterrenhoop in het sterrenbeeld Schorpioen (Scorpius).
De sterrenhoop werd ontdekt door Giovanni Batista Hodierna vóór 1654 en in 1764 door Charles Messier opgenomen als nummer 6 in zijn catalogus van komeetachtige objecten. De afstand tot de Vlindercluster is ongeveer 1600 lichtjaar, wat betekent dat de diameter 12 lichtjaar is. De meeste heldere leden van de sterrenhoop zijn hete blauwe sterren van type B maar de helderste, BM Scorpii is een oranje reuzenster van type K. Deze ster is een halfregelmatige veranderlijke met een helderheid die uiteenloopt van +5,5 tot +7.0. Op kleurenfoto's van de cluster vormt deze oranje ster een mooi contrast met de andere, blauwe sterren van de sterrenhoop.

## Culminatie van Messier 6
Messier 6 kan vanuit de Benelux waargenomen worden, maar klimt tijdens de culminatie tot slechts 7 graden boven de zuidelijke horizon. Telescopen en verrekijkers zijn aangewezen om alsnog iets te zien van Messier 6. De helderste ster van het sterrenbeeld Slangendrager, Rasalhague, culmineert samen met Messier 6, en kan bijgevolg als gidsster fungeren om de veel zuidelijker gelegen sterrenhoop op te sporen.